# Miguel Ángel Morro
Miguel Morro, né le 11 septembre 2000 à Alcalá de Henares, est un footballeur espagnol qui évolue au poste de gardien de but au Villarreal CF B, en prêt du Rayo Vallecano.

## Biographie

### Carrière en club
Miguel Morro est formé au Rayo Vallecano, après être passé par plusieurs clubs de la communauté de Madrid, notamment le Real Madrid,,. Il signe son premier contrat professionnel en janvier 2019.
Après s'être illustré avec la reserve en Tercera División, Miguel Morro fait ses débuts professionnels avec le Rayo Vallecano le 11 octobre 2019, entrant en jeu lors d'une défaite 2-1 à domicile contre le CD Tenerife en Segunda Division,.
En août 2021, alors que le Rayo a été promu en Liga, Morro est prêté au CF Fuenlabrada en deuxième division, pour un an,.

### Carrière en sélection
Miguel Morro est international espagnol en équipes de jeunes, ayant notamment joué avec les moins de 19 ans entre 2018 et 2019,.
Il devient ensuite international espoirs en juin 2022,,.